# Monestir d'Ongi
Monestir d'Ongi (mongol: Онгийн хийд, Ongiin Khiid) és el nom col·lectiu de les ruïnes de dos monestirs a cada banda del riu Ongi. Les ruïnes es troben a uns 18 km al sud de la ciutat de Saikhan Ovoo, a la província de Dundgovi, al centre-sud de Mongòlia. El monestir de Barlim es troba a la riba nord del riu mentre que el monestir de Khutagt es troba a la riba sud. El complex més antic del sud constava de diversos edificis administratius i d'11 temples. El complex del nord, construït al segle XVIII, constava de 17 temples, entre ells un dels temples més grans de tota Mongòlia. El recinte també albergava 4 universitats budistes. Fundat el 1660, va ser un dels monestirs més grans de Mongòlia i va acollir més de 1.000 monjos en el seu apogeu.
Els dos complexos del monestir Ongi van ser completament destruïts el 1939 durant les purgues antireligioses realitzades sota Khorloogiin Choibalsan, el líder del Partit Comunista de Mongòlia. Més de 200 monjos van ser assassinats, i molts monjos supervivents van ser empresonats o laïcitzats per la força i reclutats a l'exèrcit controlat pels comunistes.
Es poden veure un gran nombre de ruïnes, inclosa una stupa alta, al riu i als turons circumdants. A la dècada de 1990 es va decidir reconstruir el monestir. El primer temple es va inaugurar l'any 2004. Al davant hi ha un petit museu en una guer. També s'acabà de reconstruir una stupa. Té una placa commemorativa que indica els noms dels monjos que van ser assassinats l'any 1939.